# BB 900
Les BB 900 sont une série de 35 locomotives électriques conçues pour le service des marchandises et des trains omnibus, en service en France entre 1937 et 1987.
Les locomotives, construites sur le modèle des BB Midi pour le compte des chemins de fer de l'État, ne présentent par rapport à celles-ci, dans leurs dernières évolutions, que quelques améliorations. Elles sont destinées à la ligne Paris — Le Mans, récemment électrifiée en 1937, puis sont transférées dans les années 1970 sur Paris — Toulouse. Malgré leur robustesse et leur fiabilité, des séries plus récentes les évincent peu à peu et toutes sont démolies à l'issue de leur carrière.

## Historique
Au début des années 1930, la crise économique sévit et le gouvernement lance en 1934 le plan Marquet, un vaste programme de grands travaux pour soutenir l'emploi. C'est dans ce contexte qu'est décidée l'électrification de la ligne de Paris-Montparnasse à Brest, entre Paris et Le Mans — une alternative, l'électrification de la ligne de Paris au Havre, n'est finalement pas retenue.
Le plan Marquet vise également à soutenir l'activité des entreprises de constructions de matériel ferroviaire, durement impactées par la crise. En parallèle aux travaux d'infrastructure, les chemins de fer de l'État commande deux séries de locomotives électriques destinées à circuler sur la ligne : les 2D2 5400 pour la remorque de trains de voyageurs « nobles » auprès  de CEM - Fives-Lille et les BB 900 pour les trains de marchandises et les omnibus auprès d'Alsthom qui vient d'absorber CEF, constructeur des BB Midi.

## Description

### Caractéristiques

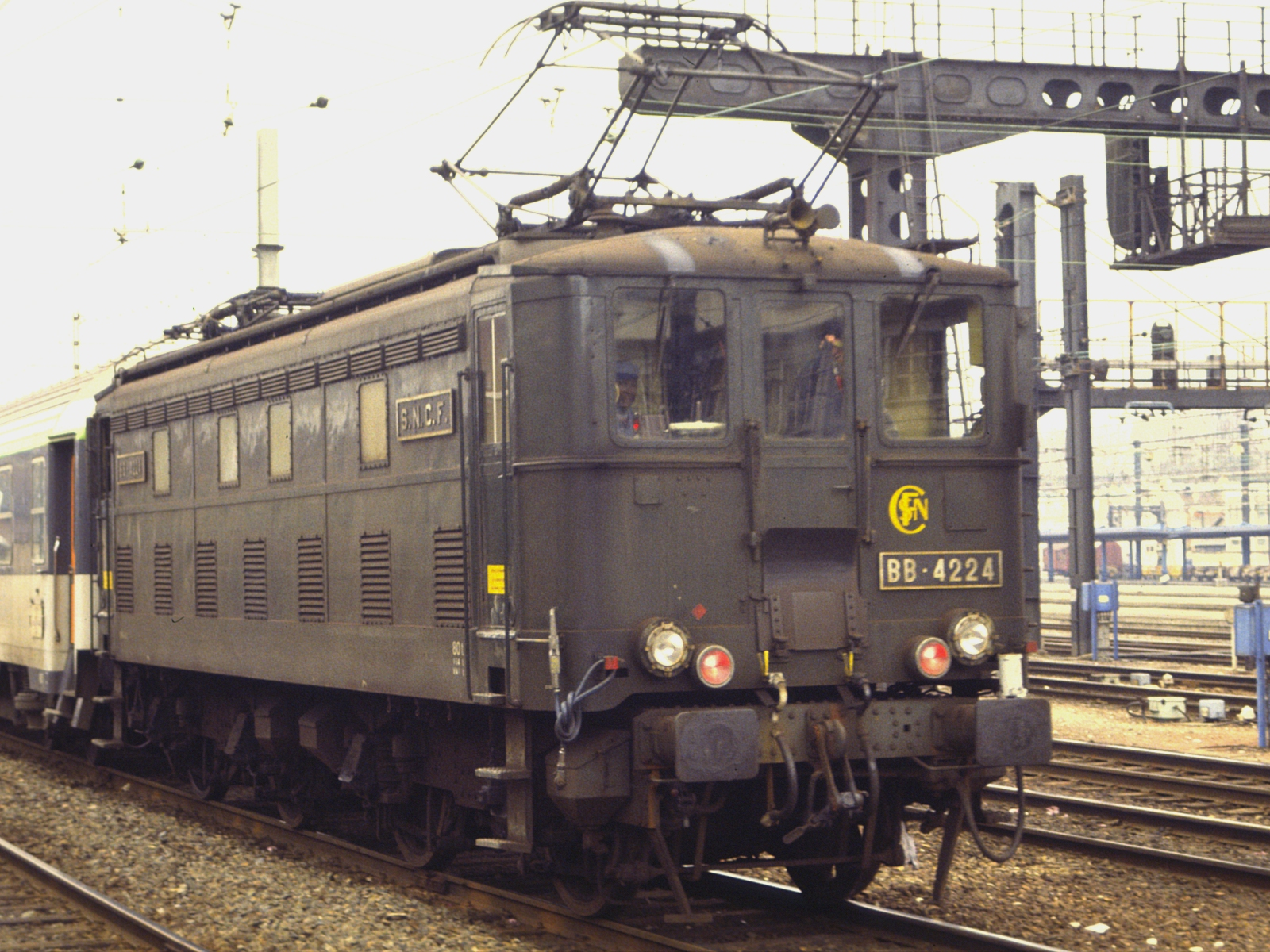
BB 4224, type précurseur des BB 900.

Les BB 900 sont extrapolées des BB 4200 et 4700, qui sont sorties d'usine deux ans plus tôt pour la compagnie du Midi. Cette dernière a une expérience ancienne en traction électrique et les BB Midi sont des réussites ; c'est pourquoi l'État choisit ce modèle, de préférence aux locomotives utilisées sur le PO. Par rapport à leurs devancières, les BB 900 disposent de rapports d'engrenages différents, le profil de la ligne étant moins tourmenté que celui des lignes du Midi, ce qui leur permet d'atteindre une vitesse plus élevée. De même, elles ne reçoivent ni le freinage par récupération ni le freinage rhéostatique, inutiles sur les lignes de plaine parcourues.
La caisse est en acier soudé et fait bloc avec le châssis, lui-même composé de deux longerons entretoisés. Elle comporte deux cabines de conduite. Le lanterneau qui compose la toiture est amovible dans sa partie centrale pour permettre la dépose de l'appareillage électrique et pneumatique.
Comme pour leurs aînées, les bogies sont attelés entre eux et comportent les appareils de choc et d'attelage, ce qui limite les efforts supportés par le châssis et la caisse. La suspension des moteurs est faite par le nez (suspension « tramway ») : d'un côté, le moteur repose sur la traverse centrale du bogie par des ressorts à lames, de l'autre côté il s'appuie sur l'essieu à entraîner. La transmission moteur/bogie est bilatérale, comme pour toutes les BB Midi, mais le rapport de réduction (3,273) est différent.
En ce qui concerne la partie électrique, les quatre moteurs sont du type M1E d'une puissance unihoraire de 335 kW sous 1 500 V ; ce sont des évolutions des moteurs M1 utilisés sur les BB 4200-4700. Ils peuvent être reliés en série, série-parallèle (2 par 2), parallèle. 
Le courant est capté par deux pantographes Faiveley. Le circuit haute-tension est composé d'un sectionneur double et d'un disjoncteur. Le couplage des moteurs se fait par l'intermédiaire d'une batterie de contacteurs électro-pneumatiques.
Lors de la grande révision générale, réalisée aux ateliers de La Folie à Nanterre de 1957 à 1962 puis à Brive de 1962 à 1967, la commande des moteurs et le câblage électrique sont entièrement refaits. La vitesse maximale passe de 95  à   105 km/h. Le confort de conduite est légèrement amélioré dans la cabine par l'ajout d'un dossier au strapontin fixé à la paroi et qui sert de siège au conducteur, par un meilleur positionnement des radiateurs de chauffage ainsi que par la suppression des portes d'intercirculation frontales peu utilisées, ce qui diminue les courants d'air. Dans la foulée, les machines sont équipées de la veille automatique à contrôle de maintien d'appui (VACMA). Aucune autre modification d'envergure n'est apportée aux locomotives pendant toute leur carrière.

### Livrée
La décoration des locomotives est modifiée à l'occasion des révisions. Le « vert extérieur » d'origine laisse place à une livrée vert bleuté avec des bandes et des moustaches jaune jonquille ; deux unités arborent cependant des moustaches frontales en métal, mais cette modification n'est pas généralisée et elle est très transitoire sur ces deux engins car ces pièces métalliques sont sensibles à la corrosion. Par la suite, les moustaches frontales peintes en jaunes cèdent la place au logo SNCF en caractères italiques blancs.

## Carrière

### Service
Les locomotives sont commandées en 1934 par le réseau de l'État à Alsthom qui les construit dans son usine de Tarbes (anciennement CEF).

#### Paris — Le Mans

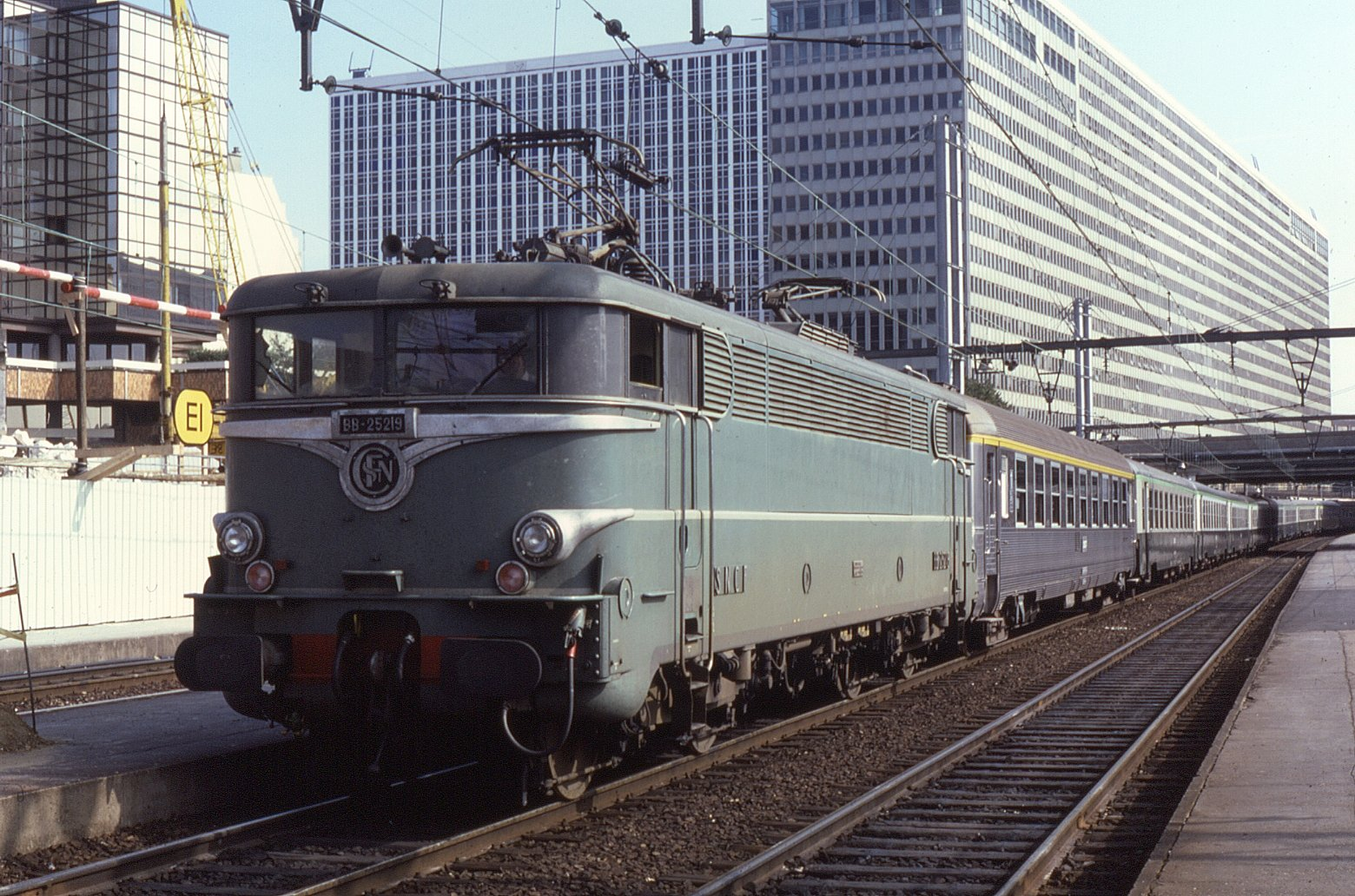
BB 25200 à Paris-Montparnasse.

À sa livraison, en 1936 et 1937, la série est affectée au dépôt de Montrouge sous les numéros BB 101 à 135. Elle effectue un dur service de marchandises sur la ligne Paris — Le Mans dès l'électrification effective en 1937. Certains trains de voyageurs sont aussi tractés par ces locomotives, en appui des Z 3700 et des Z 3800 vers Le Mans ou en tête de rames Talbot vers Rambouillet, Nogent-le-Rotrou et Chartres. La BB 125 est détruite par fait de guerre en 1944 au niveau de Maintenon. À partir de 1945, les locomotives étendent leur rayon d'action jusqu'aux triages de Juvisy et de Valenton. 
Lors de la renumérotation du parc moteur de la SNCF en 1950, la série est ré-immatriculée BB 901 à 935 (excepté le numéro 925, non attribué car correspondant à la locomotive détruite) pour éviter la confusion avec les BB 100 ex-PO. À partir de 1964, l'électrification Le Mans — Rennes en courant alternatif monophasé est en cours et les nouvelles BB 25500 puis BB 25200 s'approprient cette ligne au départ de Paris ; les prestations des BB 900 se réduisent alors car elle ne peuvent dépasser Le Mans. On leur attribue en échange des prestations jusque là dévolues aux BB 800.

#### Paris — Toulouse

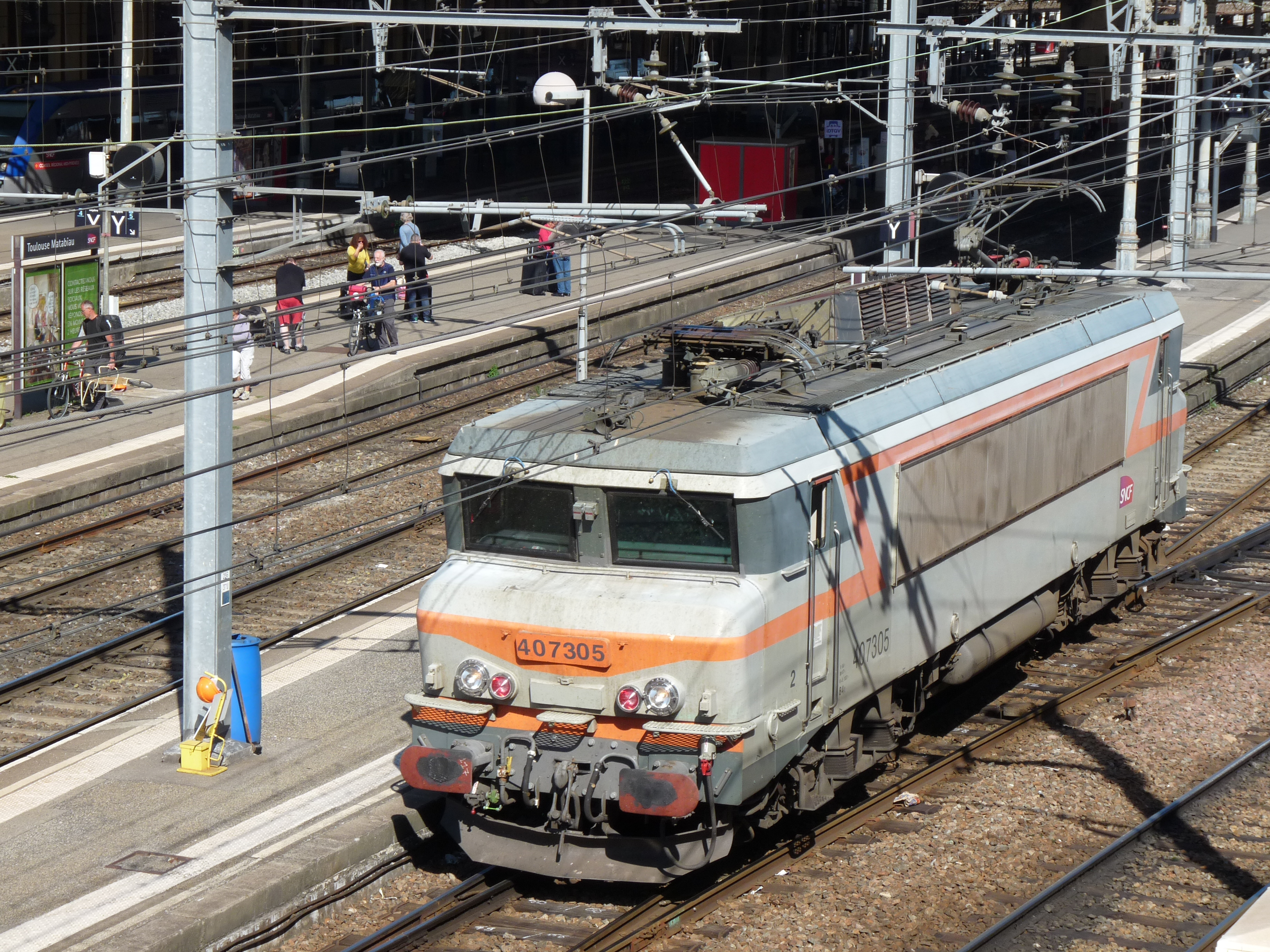
BB 7200 à Toulouse.

Les locomotives sont progressivement mutées au dépôt de Limoges en 1977-1978 où, en compagnie des BB 300, elles remplacent les BB 4600. Elles circulent alors, souvent en unités doubles sur Paris — Toulouse et Toulouse — Ax-les-Thermes, des parcours au profil plus difficile que ce qu'elles rencontraient auparavant. Elles tractent des trains de marchandises entre les triages du sud-ouest, y compris jusqu'à Saint-Pierre-des-Corps. La modernisation du parc électrique avec l'arrivée des BB 7200 entraîne l'élimination progressive de la série à partir de 1982. Les quatre dernières unités encore en service commercial cessent de circuler début 1987 avec un an d'avance sur les prévisions, en raison notamment de la baisse du trafic marchandises. La BB 915 détient le record de la série avec plus de 4 700 000 km parcourus dans sa carrière, tous les autres exemplaires, à l'exception de celui détruit en 1944, ayant dépassé les quatre millions de kilomètres.
La série affiche finalement cinquante ans de service sans aléa majeur et sans modification technique importante. Toutefois, aucune BB 900, de technologie très proche des BB Midi dont un exemplaire est classé comme monument historique, n'est préservée. Il n'en reste pas moins que la longue lignée issue des BB Midi se poursuit avec les BB 300 pour se terminer avec les BB 8100, chaque série profitant des acquis des locomotives précédentes, dont les BB 900.

### Dépôts titulaires
L'ensemble de la série est affecté au dépôt de Montrouge lors de sa mise en service, avec pour les 27 premières locomotives, un passage préalable de quelques mois aux ateliers de Vitry, le temps pour les engins d'effectuer des tests sur des lignes du sud-ouest, la ligne vers Le mans n'étant pas encore mise sous tension. En 1977-1978, les BB 900 rejoignent les dépôts de Limoges et Brive, avant d'être regroupées dans le premier d'entre eux où elles sont radiées.

## Modélisme
Ce matériel est reproduit en HO par Mistral (artisan français des années 80) et par Roco.